# Blatmaco
Blatmaco, conhecido também como Blathmac, Blaithmaic ou Blaithmale, foi um monge irlandês da Idade Média. Nasceu na Irlanda por volta de 750. Foi morto e convertido em mártir em Iona, por volta de 825. A sua bibliografia foi escrita por Valafrido Estrabo (824-849), abade beneditino de Reichenau, em forma de poema hexâmetro.
De acordo com a Enciclopédia Católica, era filho de uma família nobre e desde jovem mostrou vocação religiosa, incluíndo o desejado martírio. O seu nome foi latinizado de Florêncio (cujo acaso, no seu nome, a palavra irlandesa blath significa flor). Em 824  ingressou na vida religiosa dos columbanos em Iona e chegou a ser abade, pouco tempo depois, os viquingues invadiram a Irlanda. De manhã, enquanto celebrava a missa, os saqueadores escandinavos entraram na igreja do mosteiro e mataram todos os monges. São Blatmaco negou-se a revelar onde se encontrava a sepultura de São Columba que era o principal objectivo dos invasores, e, por isso, esquartejado no altar da igreja.
Seu corpo foi enterrado posteriormente com solenidade no lugar do martírio e, segundo a tradição, através da sua intercessão ocorreram numerosos milagres. A sua morte está descrita nos "Anais de Ulster" de 825, mas Jean Mabillon notou que a obra foi editada 36 anos antes. A hagiografia feita pelo abade Estrabo encontra-se em Florilegium Insulæ Sanctorum de Messingham..